# Atimura bacillina
Atimura bacillina är en skalbaggsart som beskrevs av Francis Polkinghorne Pascoe 1865. Atimura bacillina ingår i släktet Atimura och familjen långhorningar. Inga underarter finns listade.